# Casa del Señor (Fanlo)

## Descripción
La Casa del Señor de Fanlo constituye un conjunto de edificaciones de diferentes épocas constructivas y variable estado de conservación.
La torre es de planta rectangular con fábrica de mampuesto y sillar en esquinas y vanos.
Consta de cuatro pisos más falsa, que posiblemente su utilizó como palomar, se cubre con tejado de losa a dos aguas.
Los vanos aspillerados se distribuyen en todas las plantas, siendo especialmente abundantes en la planta baja y el primer piso.

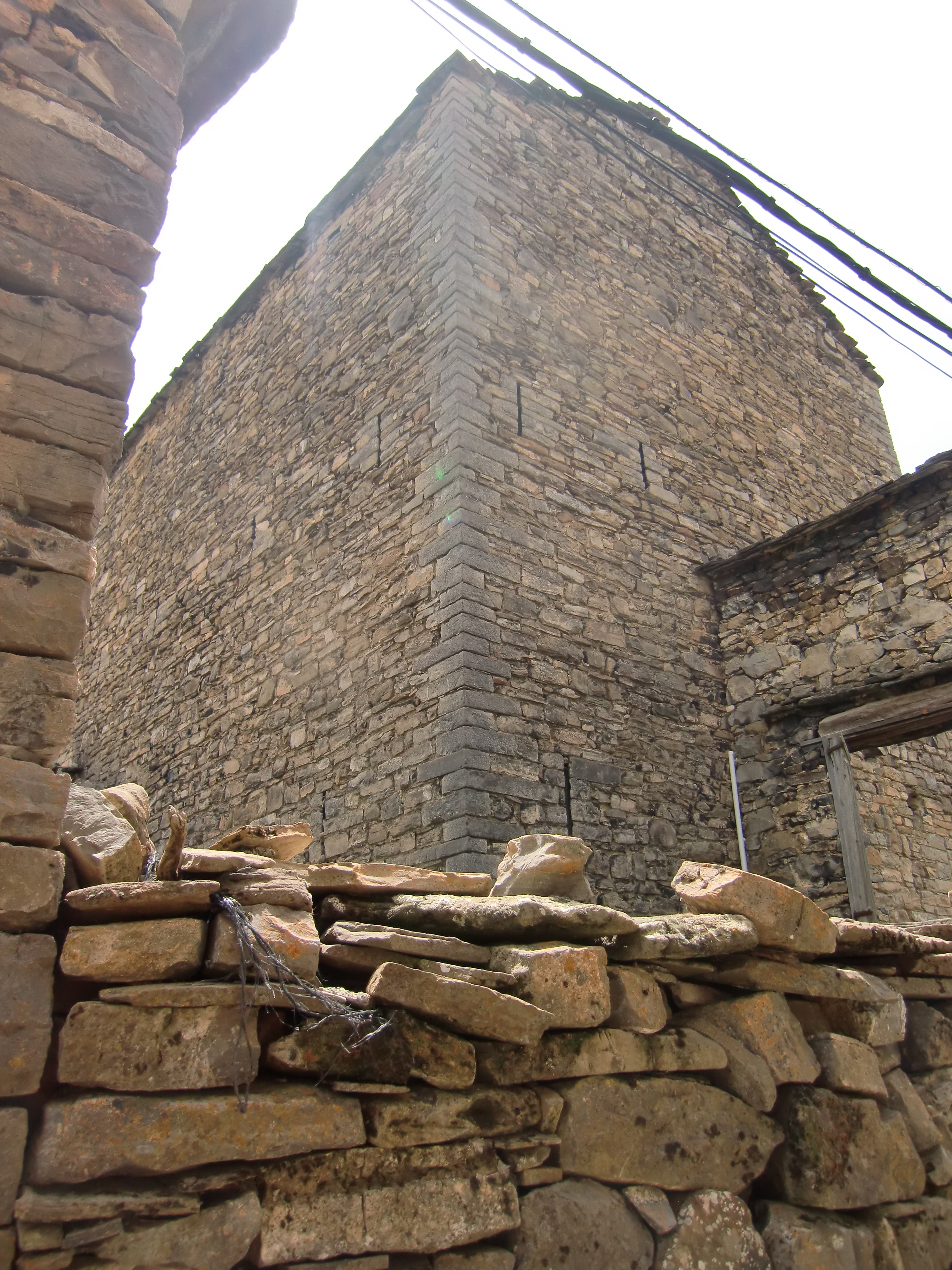
Detalle de aspilleras en la torre de Casa del Señor de Fanlo (Huesca)

El edificio presenta tres ventanas todas ellas en el muro sur dos de ellas con inscripciones del año 1738 y 1790, además de una puerta en altura ubicada en la primera planta de la torre.
Según A Castán la torre es obra del siglo XVI y durante el siglo XVIII sufrió trabajos de remodelación para hacerla más confortable, abriendo huecos más amplios en sus paredes y vistiendo los interiores con madera y pintura para transformar su adustez y sobriedad. Esto explicaría las fechas epigráficas del siglo XVIII en los dinteles de sus vanos.

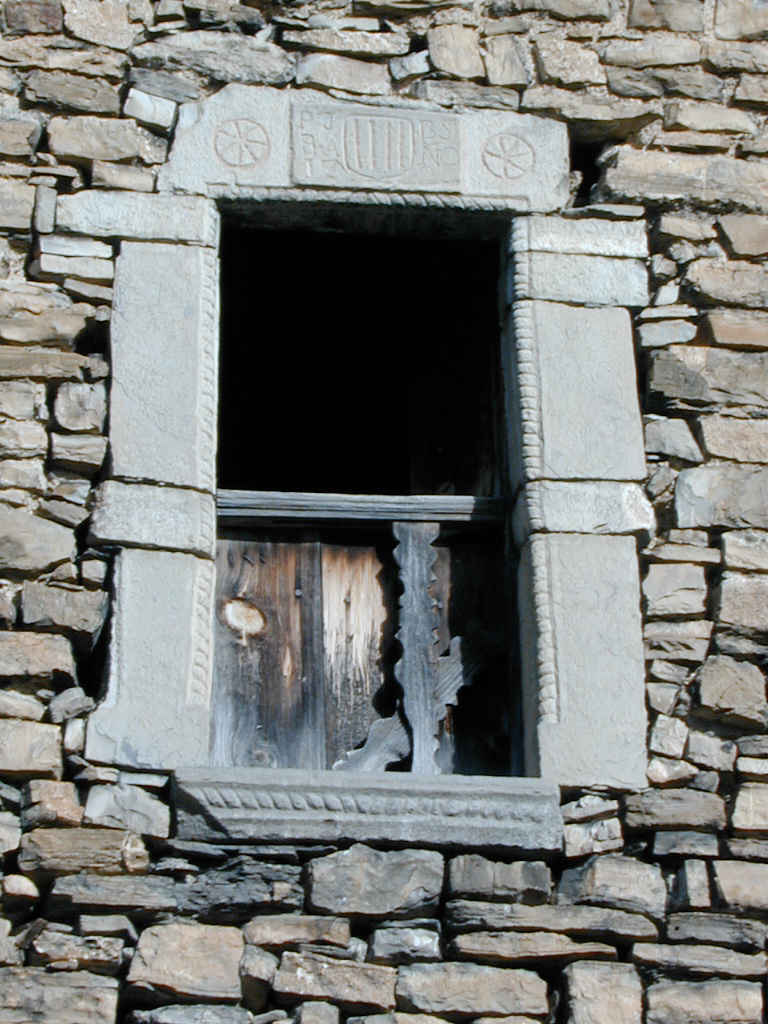
Puerta en altura de Casa del Señor de Fanlo (Pirineo Aragonés)

Posteriormente a la construcción de la torre se erigió una vivienda en forma de L. el lado corto discurriría paralelo al lado este de la torre, superándola hacia el norte. Allí se articularía con el ala septentrional, más alargada y estrecha, que discurre en dirección oeste-este. Esta construcción se realizó en el siglo XVIII, Existen además otros anexos realizados entre el siglo XVIII y XIX.

## Historia
Según algunos autores se considera que esta casa pudo ser lugar de habitación para una personalidad destacada como el Señor de Fanlo ya que hasta 1785 Fanlo no fue realengo. Otros estudiosos, sin embargo, se inclinan por Martín Iñiguez, Señor de Fanlo y Espín que formó parte del conglomerado de fuerzas que tomó Biescas en 1592, echando de la localidad de Martín de Lanuza.
A finales del siglo XIX la Casa del Señor seguía siendo un edificio emblemático de Fanlo y en ella solían alojarse los viajeros que realizaban excursiones por el Pirineo español, tal y como atestigua Lucien Briet en su obra “Soberbios Pirineos”
Casa del Señor fue declarada Bien de Interés Cultural de Aragón en virtud de la Orden 17 de abril de 2006, del Departamento de Educación, Cultura y Deporte, por la que se aprueba la relación de castillos y su localización, considerados Bien de interés Cultural según la disposición adicional segunda de la ley 3/1999, de 10 de marzo, de Patrimonio Cultural Aragonés.